# Publio Mummio Sisenna Rutiliano
Publio Mummio Sisenna Rutiliano (latino: Publius Mummius Sisenna Rutilianus; fl. II secolo) è stato un politico romano, senatore e console nell'anno 146 insieme a Tito Prifernio Peto Rosciano Gémino.

## Biografia
Due iscrizioni rinvenute a Tivoli documentano il suo cursus honorum.  Inizialmente fu uno dei decemviri stlitibus judicandis questa magistratura era il primo passo verso l'ingresso nel Senato romano. Successivamente fu tribuno militare nella Legio V Macedonica, di stanza a Moesia Inferior. Fu quindi eletto questore e dopo aver completato questa carica Rutiliano sarebbe stato iscritto al Senato. Seguirono altre due magistrature repubblicane tradizionali come tribuno della plebe e pretore.
Dal 141 al 143 fu prefetto dell'aerarium Saturni insieme a Lucius Celius Festus. Prima di diventare console Rutiliano fu accettato nel collegio degli Auguri.
Dopo l'incarico di console fu governatore della provincia imperiale della Moesia Inferior e proconsole della provincia dell'Asia.
Lo scrittore Luciano di Samosata cita Rutiliano nell'opera Alessandro o il falso profeta